# Usine Bompard
L'usine Bompard est un ancien site industriel situé à Lezoux (Puy-de-Dôme), en France. Il est inscrit à l'inventaire supplémentaire des monuments historiques. Les anciens bâtiments de la poterie sont occupés aujourd'hui par le musée de la Céramique de Lezoux, perpétuant la tradition des ateliers de poterie antique de Lezoux.

## Localisation
L'ancienne usine est située dans le centre-ville de Lezoux, rue de la République.

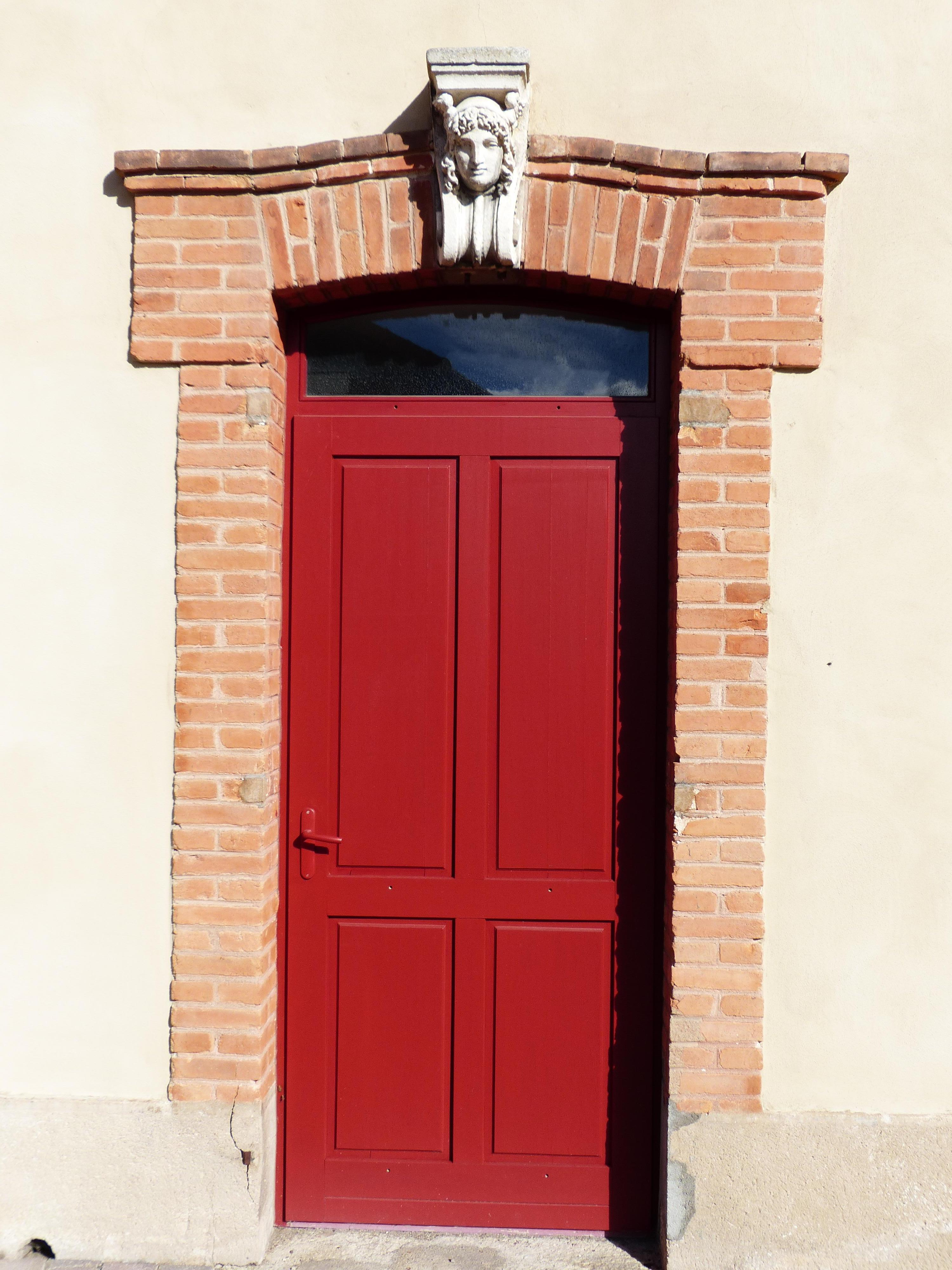
Une porte d'un bâtiment de la fabrique.

## Historique
Les bâtiments ont été construits vers 1866 par les frères Antoine et François Bompard pour abriter une fabrique de poteries (la tradition de la poterie à Lezoux remonte à l'époque gallo-romaine : Lezoux était l'un des principaux centre de production de l'Empire romain - voir « Ateliers de poterie antique de Lezoux »). En 1920, l'entreprise devient la Manufacture de grès et poteries, ancienne maison Bompard.
L'activité de fabrication de poteries cesse après la Seconde Guerre mondiale. Le site est racheté par la ville de Lezoux dans les années 1980 pour abriter le musée municipal de la céramique ; en 1999, la propriété a été transférée au conseil général du Puy-de-Dôme, qui a entièrement réhabilité les bâtiments pour abriter les collections et l'administration du musée, devenu musée départemental.
L'édifice a été inscrit au titre des monuments historiques par arrêté du 21 août 1989.

## Description
Les bâtiments de l'usine sont disposés autour d'une cour. Ils sont bâtis en moellons, enduits ou non. Les encadrements des ouvertures sont en briques, avec parfois une sculpture en pierre au linteau.
Deux fours verticaux à alandiers ont été conservés.

Four conservé dans le musée, traversant les deux niveaux du bâtiment d'exposition
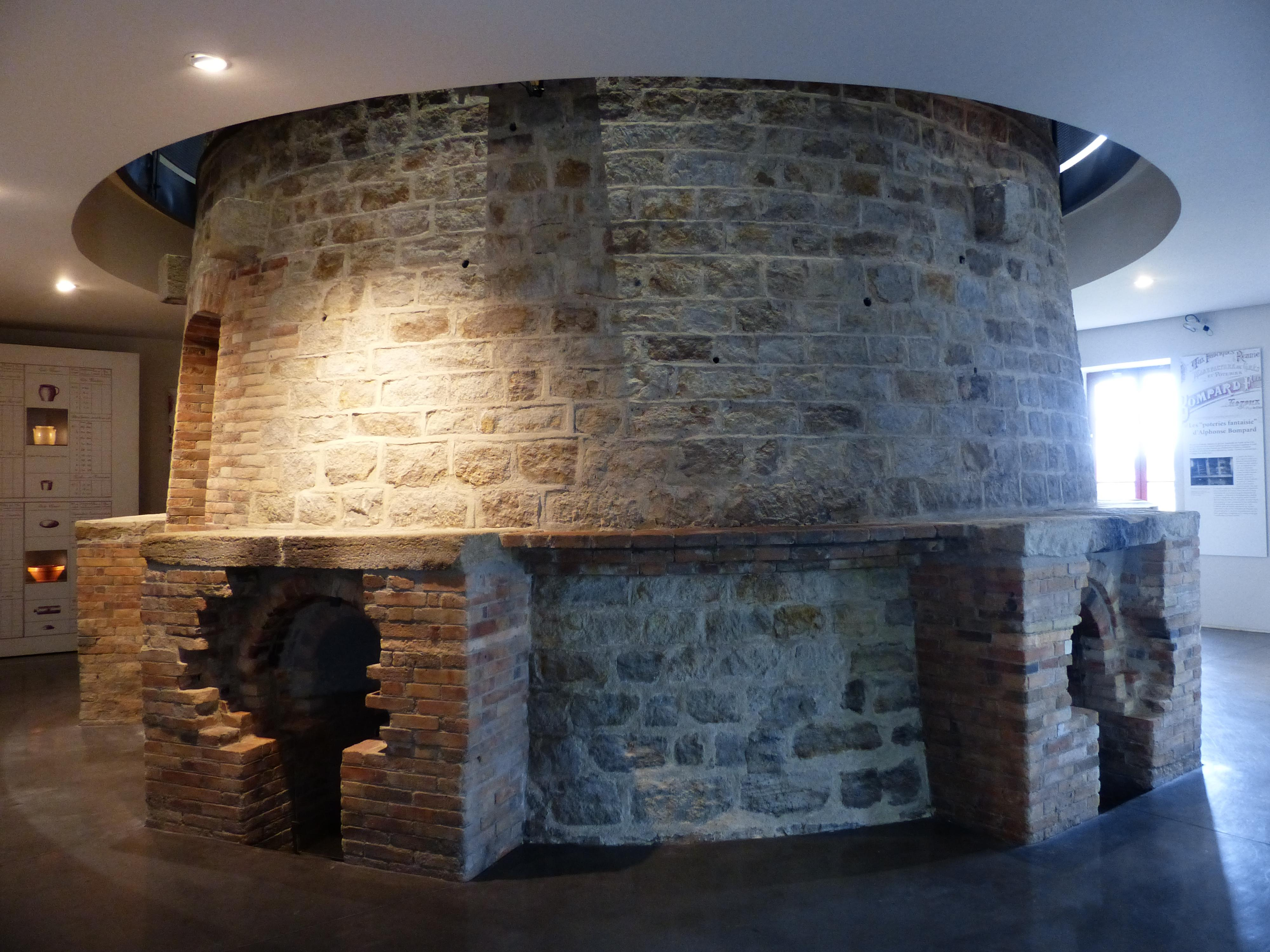
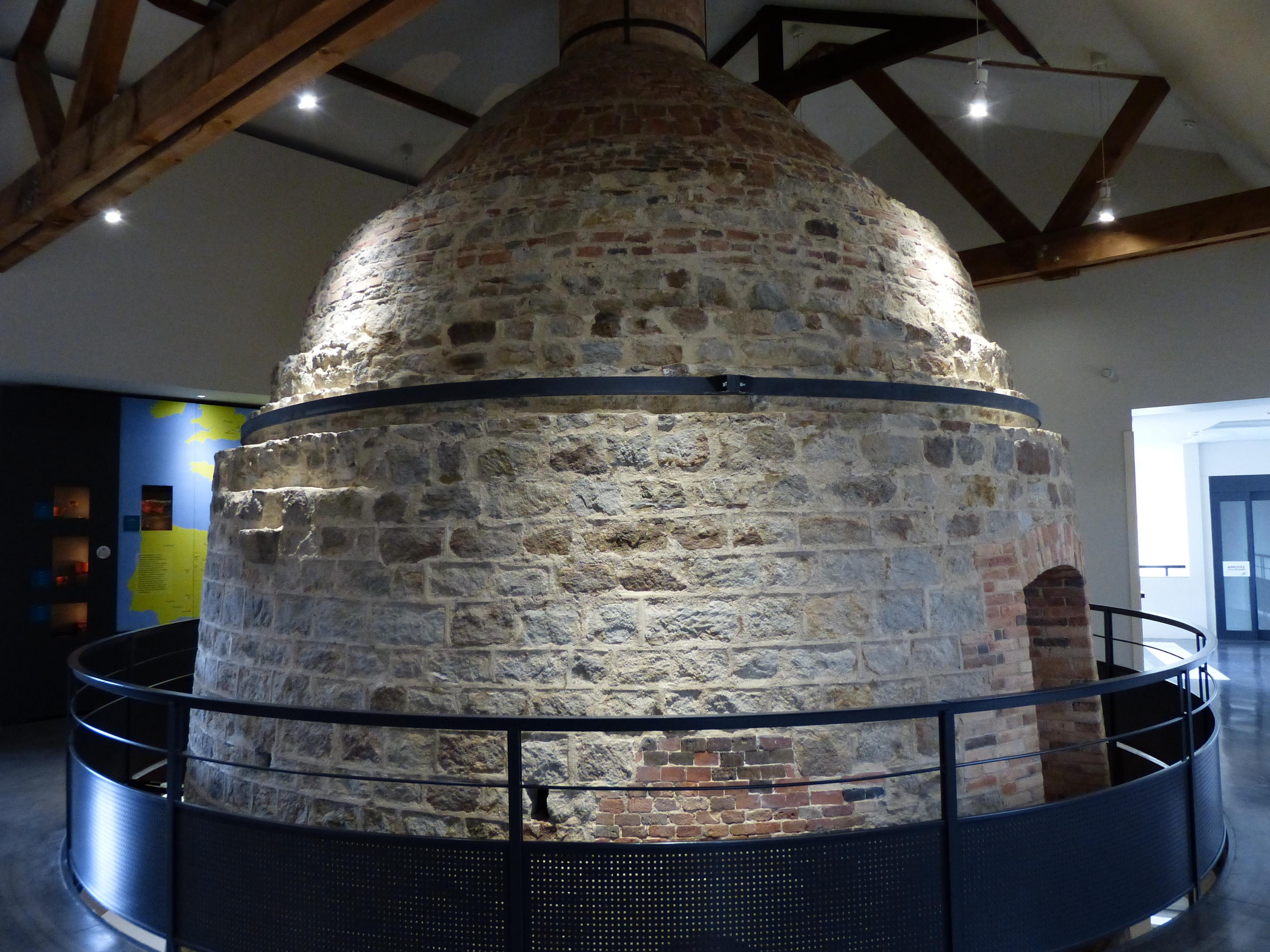
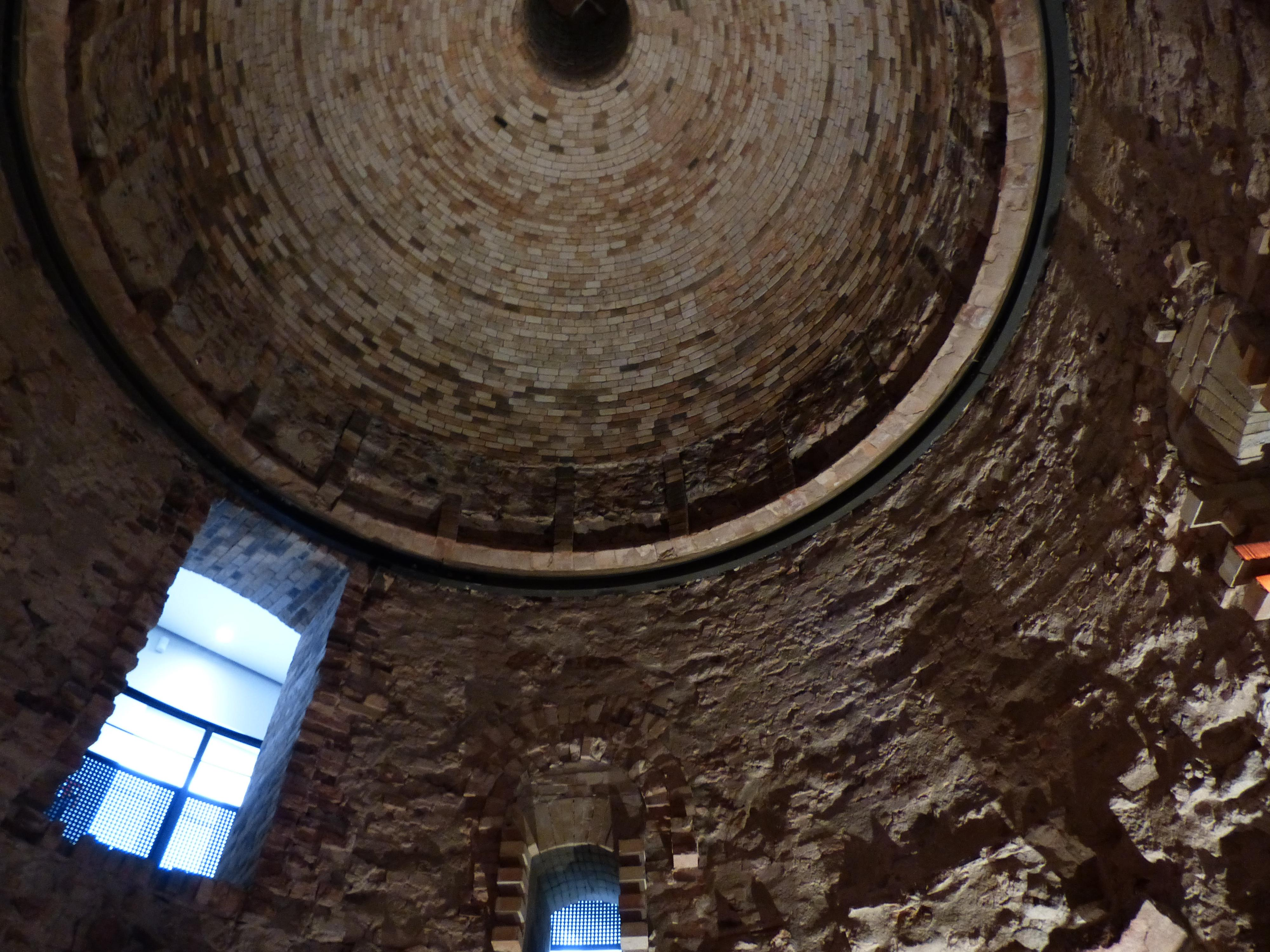